# Nicolas Beudou
Nicolas Beudou (Burdeos, 1 de marzo de 1976) es un deportista francés que compitió en vela en la clase Mistral. Ganó dos medallas en el Campeonato Europeo de Mistral, plata en 2003 y bronce en 2002.

## Palmarés internacional
| \| Campeonato Europeo \| Campeonato Europeo \| Campeonato Europeo \| Campeonato Europeo \| \| Año \| Lugar \| Medalla \| Clase \| \| ------------------ \| ------------------------- \| ------------------ \| ------------------ \| \| 2002 \| Neusiedl am See (Austria) \| Medalla de bronce \| Mistral \| \| 2003 \| Palermo (Italia) \| Medalla de plata \| Mistral \| |                           |                   |         |
| Campeonato Europeo |                           |                   |         |
| Año | Lugar                     | Medalla           | Clase   |
| 2002 | Neusiedl am See (Austria) | Medalla de bronce | Mistral |
| 2003 | Palermo (Italia)          | Medalla de plata  | Mistral |